# Asphodel-Norwood
Asphodel-Norwood är en kommun (township) i den kanadensiska provinsen Ontario. Den ligger i Peterborough County, i den sydöstra delen av landet, 220 km sydväst om huvudstaden Ottawa. Antalet invånare var 4 109 2016.